# Трековая мембрана

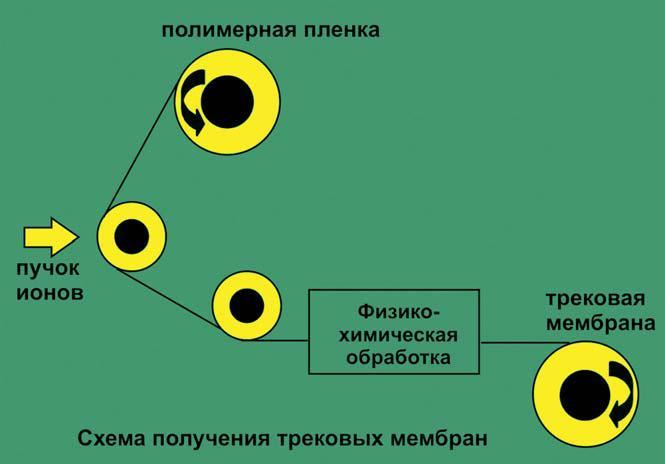
Получение трековых мембран

Трековые (ядерные) мембраны — вид фильтров, производящих очистку с помощью мембранных процессов. Такие мембраны изготавливаются из полимерных плёнок толщиной 12—23 микрона посредством бомбардировки их высоко-энергетичными ионами криптона, пробивающими плёнку насквозь. В местах прохождения отдельных ионов образуются каналы деструктированного материала (треки), отличающегося по своим физико-химическим свойствам от неповреждённого ионами материала. Избирательное растворение деструктированного ионизацией материала превращает исходную плёнку в микрофильтрационную мембрану со сквозными порами цилиндрической формы то есть при последующем травлении обработанной ионами плёнки в растворе щелочи на месте треков образуются строго одинаковые сквозные отверстия — поры.

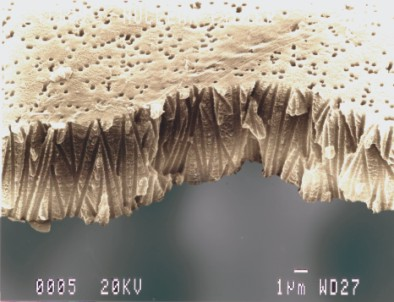
Скол трековой мембраны

Диаметр этих пор можно варьировать в диапазоне от 0,05 до 5 мкм в зависимости от условий травления. Для массового производства трековых мембран используется ускоритель ионов ИЦ-100, лаборатории ядерных реакций Объединённого института ядерных исследований (ОИЯИ, г. Дубна, Россия), производящий до 1012 ионов в секунду, что позволяет производить трековые мембраны с плотностью пор в диапазоне 105 -- 3·109 пор/см². Пористость таких мембран составляет 10—15 %. Основное свойство трековых мембран, отличающее их от других типов мембран, — высокая селективность (все одиночные поры имеют одинаковый диаметр с отклонениями не более 5 %). Поэтому в зависимости от функционального назначения (фильтрация механических примесей, бактериальных или вирусных суспензий и т. п.) может быть выбран соответствующий номинал трековой мембраны, оптимальный для определённого процесса микрофильтрации.

## Основные характеристики трековых мембран

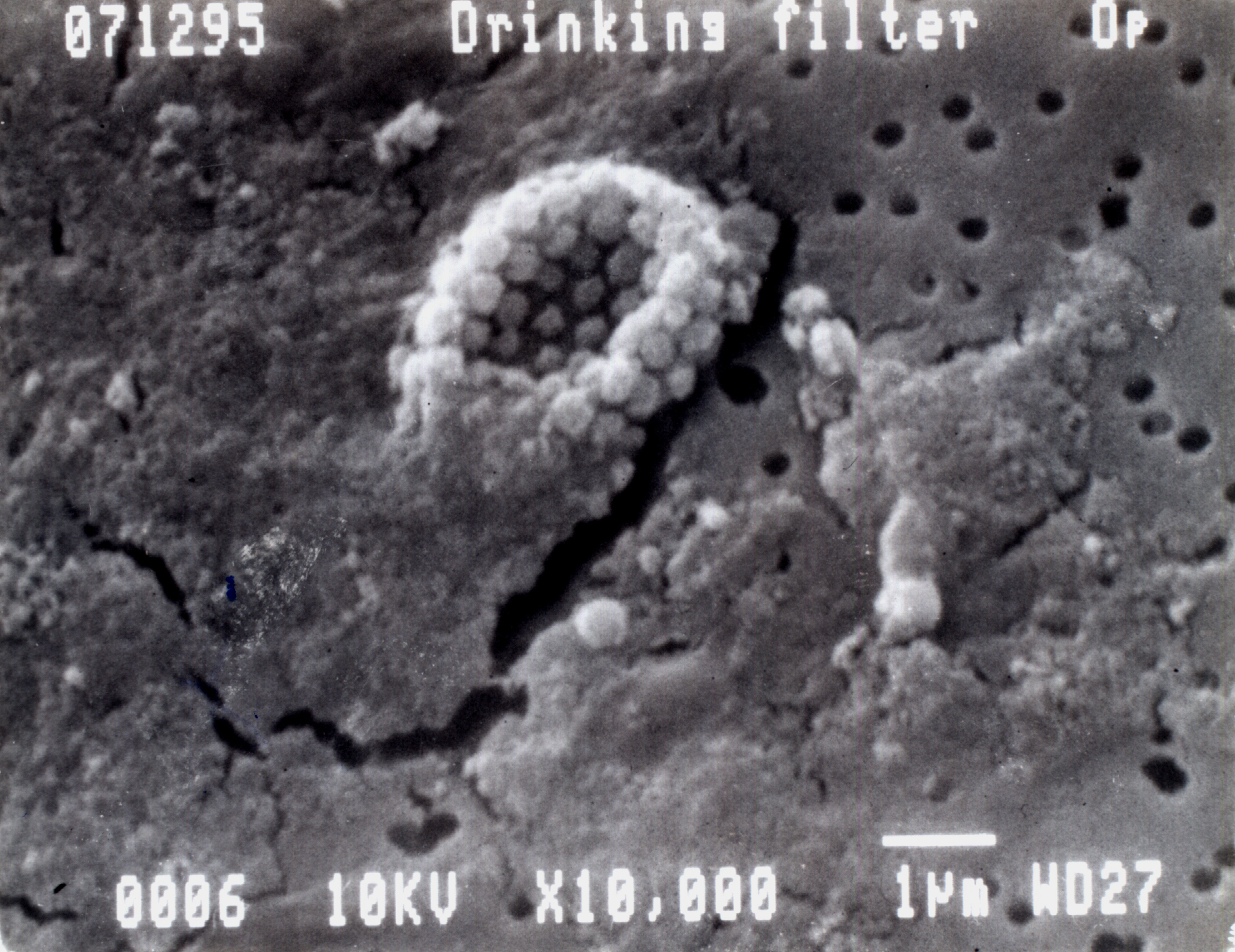
Колония бактерий на трековой мембране. Чрезмерный размер пор, делающий мембрану непригодной для фильтрации воды, приводит к засорению бактериологической пленкой, и проникновению бактерий через фильтр.

Трековые мембраны на основе полиэтилентерефталатной плёнки характеризуются толщиной плёнки от 10 до 23 мкм, при ширине до 320 мм и диаметром пор от 0,05 до 5,0 мкм при плотности пор от 105 до 3·109 на см². Допускают стерилизацию в автоклавах и большой диапазон рабочих температур (до 120 °C). Заявлена более высокая прочность и устойчивость к кислотам и растворителям, чем мембраны других типов. Не радиоактивны. При применении мембран с разным диаметром пор есть возможность классификации частиц по размерам в процессе последовательной фильтрации и возможностью определения размеров и характера задержанных частиц — качественно, по весу, или количественно, после дополнительного анализа.

## Прикладные направления использования трековых мембран

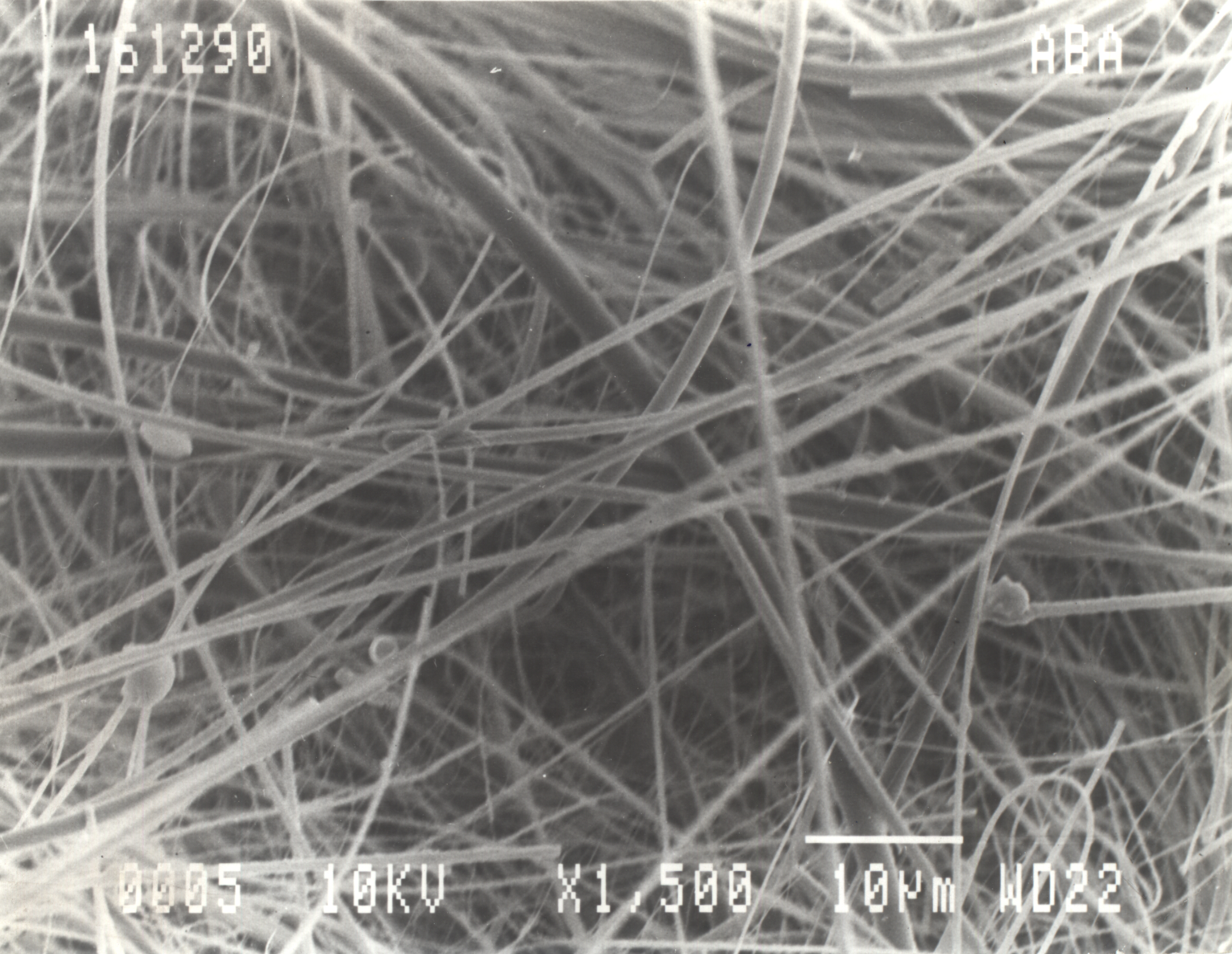
Мембрана, изготовленная химическим путём

Трековые мембраны испытаны в ряде научно-исследовательских организаций и предприятий СНГ и других стран владеющих высокими уровнями технологии. Подтверждена их высокая эффективность в различных отраслях промышленности. Определился ряд областей их применения:
- фильтрация различных жидкостей и газов;
- фильтрация питьевой воды;
- фильтрация крови при плазмофорезе;
- использование мембраны в исследовательских и сертификационных работах при проведении химических и микробиологических исследований;
- в электронной промышленности в процессах тонкой очистки воздуха, газообразных и жидких технологических сред;
- в работах по мониторингу окружающей среды при определении дисперсного, элементного и микробиологического состава проб;
- в экстракционных процессах извлечения ценных компонентов из бедных растворов и отходов производства, где трековые мембраны используются в качестве основы для жидких ионообменных мембран;
- в криогенной технике при изготовлении экрановакуумной изоляции;
- в процессе микробиологического анализа питьевой воды лабораториями водопроводных станций;
- в цитологических исследованиях, для разделения компонентов крови и для медицинской диагностики; трековые мембраны отвечают гигиеническим требованиям, предъявляемым к материалам, используемым в производстве лекарственных препаратов;
- в пищевой промышленности при производстве ферментных препаратов, кормового лизина, молочного белка и молочного сахара из сывороток, стерилизации жидких пищевых продуктов и лекарственных препаратов путём очистки от микрофлоры без снижения качества исходного продукта.

Все аспекты производства и прикладного использования трековых мембран ещё не изучены до конца. Эти вопросы находятся в стадии активного изучения и разработок.
Производство, дальнейшее совершенствование и разработка новых типов трековых мембран — это область высоких технологий и может быть реализована только при наличии высокопрофессиональных ученых ядерщиков, высококвалифицированных специалистов — химиков и физиков, а также наличия высочайшего уровня материальной базы. Процесс производства и разработки трековых мембран является чрезвычайно наукоемким, дорогостоящим и требует больших материальных затрат. В этих условиях наличие соответствующего неограниченного доступа к производству трековых мембран является самым глобальным достижением любой структуры или предприятия, которая хочет заниматься развитием данной технологии в прикладных направлениях.

## Очистка воды с помощью трековой мембраны

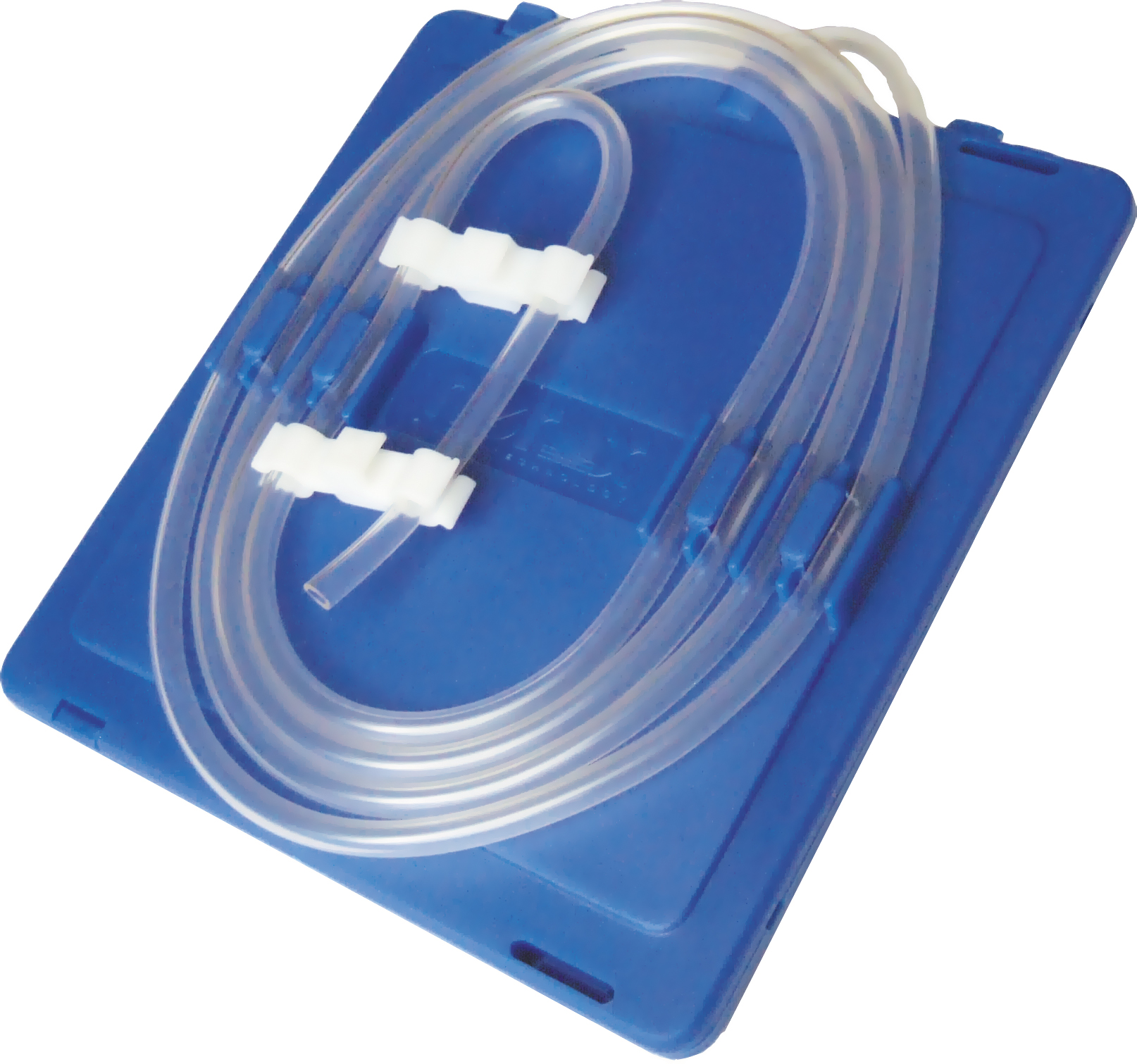
Фильтр на основе трековой мембраны

Эта мембрана не пригодна для надежной очистки питьевой воды из-за крупных пор (0,2—0,4 мкм), для сравнения диаметр пор обычной мембраны 0,0001 мкм. При этих размерах отфильтровывается только грубые частицы, большинство вредных веществ и микроорганизмов беспрепятственно проникают сквозь{{нет источника}}. Мембрана не способна фильтровать радионуклиды.